# Jan Kozamernik
Jan Kozamernik (* 24. Dezember 1995 in Ljubljana) ist ein slowenischer Volleyballspieler. Er spielt auf der Position Mittelblock.

## Erfolge Verein
MEVZA – Mitteleuropäische Liga:
- 2016, 2017
- 2015

Slowenischer Pokal:
- 2015

Slowenische Meisterschaft:
- 2015, 2016, 2017

Challenge Cup:
- 2021[2]

## Erfolge Nationalmannschaft
Europaliga:
- 2015

Europameisterschaft:
- 2015, 2019, 2021

## Einzelauszeichnungen
- 2019: Bester Mittelblocker Europameisterschaft